# Théodore Monod
Théodore André Monod (9 de abril de 1902 - 22 de novembro de 2000) foi um naturalista, humanista, estudioso e explorador francês.

## Exploração
No início de sua carreira, Monod tornou-se professor no Muséum national d'histoire naturelle e fundou o Institut fondamental d'Afrique noire no Senegal. Tornou-se membro da Académie des sciences d'outre-mer em 1949, membro da Académie de marine em 1957 e membro da Académie des sciences em 1963. Em 1960, tornou-se um dos fundadores da World Academy of Art and Science.
Ele começou sua carreira na África com o estudo de focas-monge na península de Cap Blanc, na Mauritânia. No entanto, ele logo voltou sua atenção para o deserto do Saara, que ele pesquisaria por mais de sessenta anos em busca de meteoritos. Embora ele não tenha encontrado o meteorito que procurava, ele descobriu inúmeras espécies de plantas, bem como vários sítios neolíticos importantes. Talvez sua descoberta mais importante (junto com Wladimir Besnard ) tenha sido o homem Asselar, um esqueleto de 6 000 anos do Adrar des Ifoghas que muitos estudiosos acreditam ser os primeiros restos de uma pessoa distintamente negra. No início dos anos 1960, ele descobriu o local do naufrágio da caravana em Ma'adin Ijafen.

## Trabalho científico
A bibliografia científica de Théodore Monod inclui mais de 700 trabalhos sobre temas desde o tema da sua tese, os Gnathiidae (família de parasitas Isopoda), até ao assunto que guardou no seu coração até à sua morte: os Scaridae, que publicou em 1994 em colaboração com a pesquisadora canadense Andrea Bullock.

## Obras

### Obras literárias
- La Mort de la « Baleine rouge »,conto (88 páginas), 1929, publicado pela Desclée de Brouwer em 2004
- Méharées, exploration au vrai Sahara, Je sers, Paris 1937, reedição de Actes Sud , coll. “Babel”, 1989, nova edição da Actes Sud , 2017
- Livre des prières (tiers-ordre des veilleurs), Labor et Fides, Genève 1937
- L’Hippopotame et le Philosophe, 1942, reed. 1946 sem censura, cana. Actes Sud, 1993 (texto de 1946)
- Bathyfolages, plongées profondes, Julliard, 1954, reedição de Actes Sud, 1991
- Les Déserts, Horizons de France, Paris 1973
- L’Émeraude des Garamantes, souvenirs d’un Saharien, L’Harmattan, Paris 1984, reedição de Actes Sud, 2001
- Et si l’aventure humaine devait échouer, 1991, reedição de Grasset, 2000
- Le Fer de Dieu. Histoire de la météorite de Chinguetti, com Brigitte Zanda, Actes Sud, 1992
- Ballade de mes heures africaines, Babel, Mazamet 1993
- Désert libyque, Arthaud, 1994
- Maxence au désert, Actes Sud, Arles, 1995
- Majâbat Al-Koubrâ, Actes Sud, 1996
- Le Chercheur d’absolu, le cherche midi, 1997
- Terre et Ciel, Babel, entretiens avec Sylvain Estibal, Actes Sud, 1997
- Les Carnets de Théodore Monod, rassemblés par Cyrille Monod, Le Pré aux Clercs, 1997
- Révérence à la vie, conversations avec Jean-Philippe de Tonnac, Grasset, 1999
- En route vers l'absolu entretiens entre Théodore Monod - L'abbé Pierre et Michel Bony, Flammarion 1999
- Paix à la petite souris, Desclée de Brouwer, 2001
- Tais-toi et marche…, journal d’exploration El Ghallaouya-Aratane-Chinguetti, Actes Sud, 2002
- Dictionnaire humaniste et pacifiste, ensaio, 2004

### Trabalhos científicos
A bibliografia científica de Théodore Monod inclui cerca de 700 referências científicas que vão desde o tema da sua tese, os Gnathiidae, publicada em 1923, até ao tema que carregou no coração até à sua morte, os Scaridae: assunto sobre o qual publicou uma monografia em 1997, em colaboração com a pesquisadora canadense Andrea Bullock.

### Obras coletivas
- L'empire peul du Macina (1818-1853) (império teocrático do antigo Sudão francês (atual MALI). Volume 1 :

BA Amadou Hampate, DAGET Jacques, prefácio de Théodore Monod Editor: Instituto Francês da África Negra, Centro do Sudão. Diafarabé (Mali) Data de publicação: 1955
- Écologie et spiritualité, Éditions Albin Michel, 2006. Avec, entre autres, Jacques Brosse, André Comte-Sponville, Eugen Drewermann, Albert Jacquard, Jacques Lacarrière, Jean-Marie Pelt, Pierre Rabhi, Annick de Souzenelle… (ISBN 9782226172822)
- Botanique au Pays de l'encens, Exploration naturaliste au Yémen. José-Marie Bel en compagnie de Théodore Monod. 2 edições (1996 e 2001), Amyris e Maisonneuve e Larose.
- La Grâce de solitude, Albin Michel, 2006. Avec Jean-Michel Besnier, Christian Bobin, Jean-Yves Leloup, Marie de Solemne (ISBN 2-85076-959-2)
- Paroles pour les animaux, Albin Michel, 1999. Avec Michel Piquemal
- La plus belle histoire des Plantes par Jean-Marie Pelt, Théodore Monod, Marcel Mazoyer et Jacques Girardon, Seuil, 2004

### Prefácios
- L'Empire de Gao : histoire, coutumes et magie des Sonraï, Jean Boulnois (en collaboration avec Boubou Hama), préface de Théodore Monod. Paris, Librairie d'Amérique et d'Orient Adrien-Maisonneuve éditeur, 1954, 182 p.
- Eustache Delafosse (transcrição, notas e comentários: Denis Escudier) (pref. Théodore Monod), Voyage d'Eustache Delafosse, Paris, Chandeigne, coll. « Magellane », 1992, 181 p. (ISBN 978-2-906462-03-8)

## Reconhecimentos
- 1960 Patrons's Medal da Royal Geographical Society for por seu trabalho no Saara.[3]